# 티로시네이스
티로시네이스(영어: tyrosinase) 또는 티로시나아제는 멜라닌의 생성을 조절하는 산화 효소이다. 이 효소는 주로 2개의 멜라닌 합성 반응에 관련되어 있다. 첫 번째는 모노페놀의 수산화 과정이고 두 번째는 o- 디페놀의 이에 대응하는 o-퀴논으로의 변환이다. o-퀴논은 멜라닌 형성을 위해 몇 가지 반응들을 겪는다. 티로시네이스는 구리를 포함하는 효소이고 식물 그리고 동물들의 조직에서 나타난다. 티로시네이스는 조각난 감자나 껍질이 벗겨진 감자가 검게 변하는 것에서 볼 수 있듯이 멜라닌과 티로신에 의한 원료의 생성을 촉매화 한다. 이것은 피부의 멜라닌세포에서 합성되는 멜라닌소체에서 발견 될 수 있다. 인간에게 티로시네이스는 TYR 유전자에 의해 번역된다.